# Leigh Genesis FC
Leigh Genesis FC är en engelsk fotbollsklubb i Leigh, grundad 1896. Hemmamatcherna spelas på Hilton Park.
Klubben hette från början Horwich Railway Mechanics Institute FC (Horwich RMI), och har också hetat Leigh Railway Mechanics Institute FC (Leigh RMI).
Hemmaarenan Hilton Park ger plats åt omkring 10 000 åskådare och klubben har spelat där sedan 1995. Innan dess spelade man på Grundy Hill.

## Meriter
- West Lancashire Football League: 1911, 1912
- Lancashire Combination: 1958
- Cheshire County League: 1979
- Northern Premier League Premier Division: 2000